# Фуаське графство
Фуаське графство (фр. Comté de Foix вимовляється: [fwa]; окс. Comtat de Fois вимовляється [fujs] місцеве [fujʃ]; кат. Comtat de Foix вимовляється [foʃ]) — середньовічне графство, що існувало на півдні Франції в Лангедоку поблизу Піренеїв. Його територія розташовувалась на землях сучасного французького департаменту Ар'єж. Адміністративним центром графства було місто Фуа. Графство утворено близько 1012 року, виділившись із Каркассонського графства. 1607 року Фуаське графство було офіційно приєднано до домену короля Франції.

## Історія

### Передумови
За часів Римської імперії територія майбутнього графства входила до складу Civitas Conseranorum. Під час розпаду Римської імперії, за часів правління імператора Гонорія, територія майбутнього графства увійшла до складу володінь, подарованих вестготам, які, отримавши статус федератів, заснували 418 року першу на території Західної Римської імперії варварську державу зі столицею в Тулузі.
507 року король франків Хлодвіг розбив вестготського короля Аларіха II у битві при Пуатьє та приєднав аквітанські території до Франкського королівства. Згодом ці землі були включені до складу Аквітанського королівства. Під час розпаду імперії Карла Великого територія майбутнього графства була підпорядкована спочатку графам Тулузи, а потім — графам Каркассона.

### Утворення графство (X ст).
В середині X століття Фуа перейшло під управління графів Комменжа. Під час розділу володінь Роже I Старого між синами графство отримав Бернар Роже де Фуа, який традиційно вважається першим графом Фуаським. В акті дарування абатству Сен-Ілер, датованому квітнем 1011 року, Бернар Роже згадується з титулом графа. Однак невідомо, чи належить цей титул до Фуа, чи ж він належить до графства Кузеран, яке також перебувало під владою Бернара Роже.

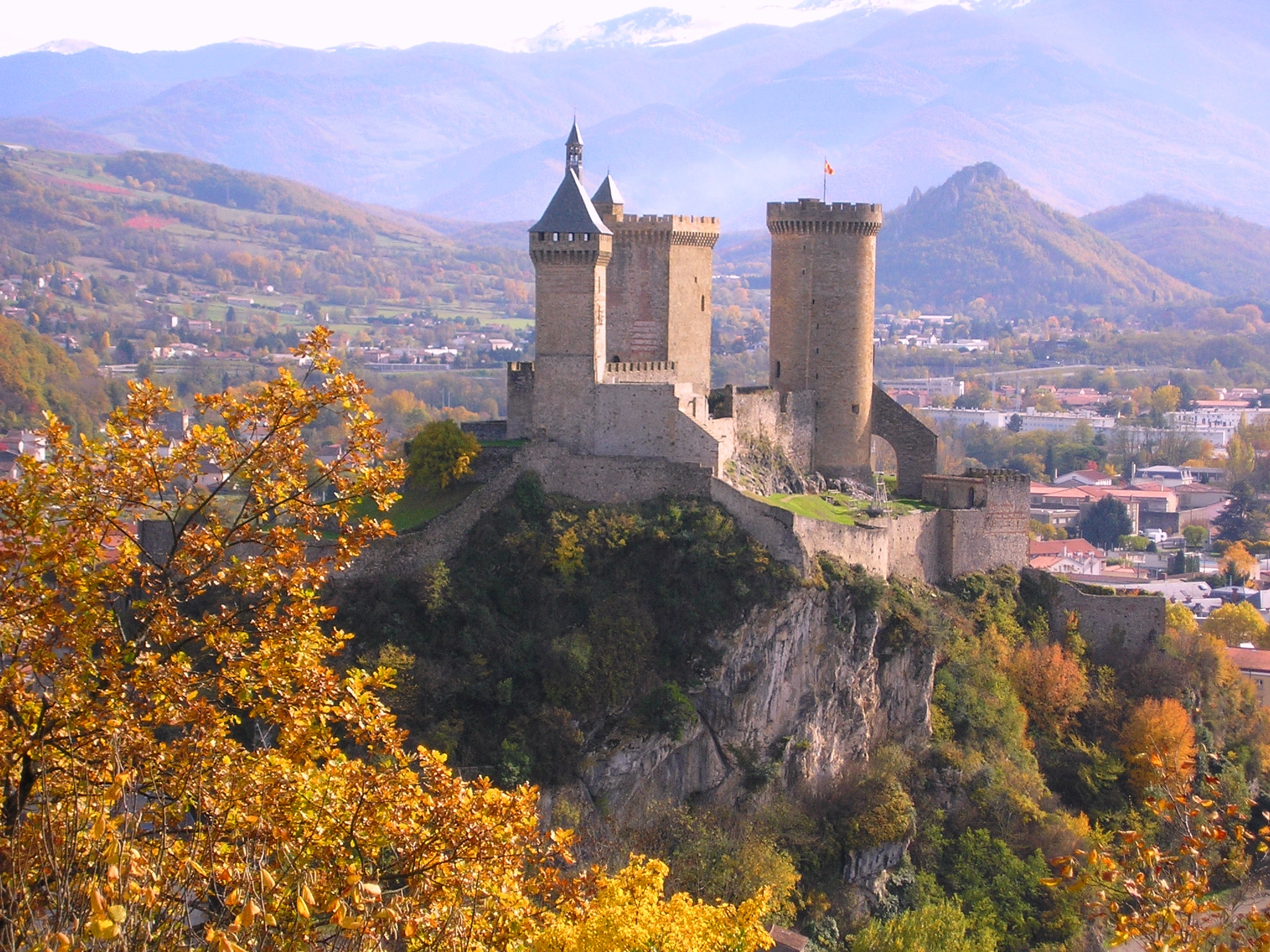
Замок Фуа

Резиденцією Бернара Роже був замок Фуа, в якому він збудував квадратну вежу, символ своєї влади. Бернар Роже також сприяв заснуванню біля підніжжя замку міста Фуа. Він прожив понад 72 роки (дуже почесний вік для тих часів). Відповідно до його заповіту, володіння було розділено між трьома старшими синами. Фуа отримав другий син, Роже I. Він помер бездітним близько 1064 року, після чого Фуа перейшло до третього з синів Бернара I Роже, П'єра Бернара (пом. 1071), який первинно після смерті батька отримав Кузеран.
Перші графи Фуаські були васалами графів Тулузи. Нащадки П'єра Бернара поступово збільшували свої володіння завдяки вдалим шлюбам.

### Альбігойські війни (кінець XII — початок XIII століть)
Граф Раймунд Роже (пом. 1223) у складі армії Філіпа II Августа брав участь у Третьому хрестовому поході й відзначився під час взяття Акри. Повернувшись до Франції, він вступив до тісного союзу зі своїм сюзереном, графом Тулузьким Раймундом VI. Пізніше Раймон Роже відіграв значну роль під час альбігойської війни. Його мати й сестра відкрито співчували альбігойцям і тому 1209 року Симон де Монфор вторгся до його володінь. Боротьба велась спочатку зі змінним успіхом, але потім Раймон Роже зазнав поразки й 1214 року був змушений примиритись із церквою. Він прибув на Четвертий Латеранський собор і формально отримав назад свої землі, однак Симон де Монфор відмовився повернути свої завоювання. Війна відновилась і Раймон Роже помер під час облоги фортеці Мірепуа.
Спадкоємець Раймона Роже, Роже Бернар II Великий (пом. 1241), завдяки першому шлюбу, отримав віконтство Кастельбо в Каталонії. Він, як і його батько, підтримував альбігойців. Ще за життя батька Раймон Роже брав дієву участь у боротьбі з хрестоносцями. Вступивши на престол, він уклав союз із Раймундом VII Тулузьким проти Аморі де Монфора. 1226 року проти Раймунда VII і Роже Бернара вирушив французький король Людовик VIII. Раймунд VII купив мир на принизливих умовах, а Роже Бернар був відлучений від церкви та втратив свої володіння, проте невдовзі йому удалось повернути свої землі. Його ж син, Роже IV, переконаний прихильник католицизму, 1243 року змінив сюзерена, присягнувши безпосередньо королю Франції Людовику IX. Він також спробував розширити свої володіння на південь, однак наткнувся на спротив єпископа Уржеля, сюзерена над долиною Андорри, на яку графи Фуаські змогли претендувати завдяки приєднанню Кастельбо. Ця суперечка була розв'язана тільки сином Роже IV, Роже Бернаром III, який 8 вересня 1278 року уклав з єпископом Уржеля Пере д'Уртксом угоду, за якою було створено князівство Андорра під спільним управлінням графа Фуаського та єпископа Уржельского.

### Період розквіту (XIV століття)
26 квітня 1290 року помер тесть Роже Бернара, Гастон VII де Монсада, віконт де Беарн. Відповідно до його заповіту від 21 квітня, всі володіння мала успадкувати його старша дочка Констанція, графиня де Бігорр і віконтеса де Марсан. Однак бездітна Констанція заповіла Беарн молодшій сестрі Маргариті, дружині Роже Бернара. Скориставшись цим, Роже Бернар захопив Беарн, що спричинило скаргу єпископа Лескара, однак король Франції, який потребував допомоги графа Фуаського в боротьбі проти англійців, не став перешкоджати Роже Бернару, обмежившись конфіскацією замків Лордат і Монреаль. Права на Беарн у Роже Бернара оскаржив граф Бернар VI д'Арманьяк, син Мати де Беарн, молодшої сестри Маргарити. 1293 року справа дійшла до судового поєдинку в Жизорі, попередженого тільки особистим втручанням короля. Цей конфлікт, зрештою, переріс у справжню війну, яка, то вщухаючи через малолітство голів обох домів, то спалахуючи знову, тривала практично упродовж всього XIV століття — 89 років.

Герб об'єднаного графства Фуа-Беарн

Син і спадкоємець Роже Бернара, Гастон I Фуаський, провів практично все своє життя в численних військових конфліктах. За нього графи Фуаські почали брати активну участь у подіях за межами Гасконі. За нього ж до Фуаського графства остаточно було приєднано Беарн і Габардан. Він же приєднав віконтство Марсан. Відчуваючи наближення смерті, Гастон склав заповіт. За ним старший син, Гастон II, отримував більшу частину батьківських володінь, включаючи Фуа, Беарн, Габардан і Марсан. Другий син, Роже Бернар, отримував більшу частину володінь в Каталонії, включаючи віконтства Кастельбон і Сердань, а також сеньйорії Монкада й Кастельв'єль.
За правління сина Гастона II, Гастона III Феба, його володіння перетворились на один з найвпливовіших і могутніх доменів Франції. Двір в Ортезі, що став столицею володінь Гастона Феба, був широко відомий своєю пишністю. Сам Гастон мав дуже гарний художній і літературний смак. 1377 року Гастон уклав перемир'я з Жаном II, графом д'Арманьяк, яким завершилась багаторічна ворожнеча між двома родами через Беарнську спадщину.
1381 року Гастон запідозрив свого єдиного сина, Гастона, у змові проти себе, в результаті чого того було кинуто до в'язниці, де він і помер. Помер Гастон 1391 року. Оскільки він не залишив прямих спадкоємців, він заповів свої володіння королю Франції, який передав їх представнику гілки Фуа-Кастельбон — Матьє Фуаському, віконту де Кастельбон. Він не залишив дітей, тож після його смерті володіння перейшли до сестри, Ізабелли де Фуа, та її чоловіку, Аршамбо де Грайї, які стали родоначальниками роду Фуа-Грайї.
Граф Гастон IV був одним із прибічників короля Франції Карла VII у Сторічній війні. Він брав участь у відвоюванні Гієні в англійців. У серпні 1458 року король на знак визнання заслуг Гастона зробив його пером Франції. 3 грудня 1455 року король Наварри Хуан II призначив свою дочку Елеонору, дружину Гастона IV, спадкоємицею Наварри, позбавивши спадщини свого сина, Карла, принца Віанського. Для допомоги тестю проти Карла Віанського Гастон вирушив до Нижньої Наварри, де спробував захопити повсталого проти батька принца. Пізніше Хуан призначив Гастона генерал-лейтенантом Наварри.
Син Гастона IV, Гастон, принц Віанський, помер раніше за батька. Тому після смерті Гастона IV 1472 року всі його володіння успадкував п'ятирічний онук Франциск Феб, регентом при якому стала його мати Мадлен, сестра короля Франції Людовика XI. 1479 року, після смерті бабки, Елеонори Арагонської, Гастон за її заповітом успадкував Наварру (також під регентством матері). Як короля його підтримали представники знатного роду Аграмонтів, однак знайшлись і противники в особі роду Бомонтів, які були прибічниками короля Арагону Фердинанда II, щоб попередити можливе французьке втручання. Всі спроби Мадлен примирити ворожі партії були безуспішними.

Герб королів Наварри з династії д'Альбре

1483 року Франсуа був отруєний. Його володіння успадкувала сестра, Катерина Фуаська, яку видали заміж за Жана III д'Альбре. Жан майже весь час свого правління провів у війнах; коронації в Памплоні йому вдалось домогтись тільки 1494 року. Запідозривши його у ворожих до Іспанії відносинах з Францією, король Арагону Фернандо II Католик захопив 1512 року більшу частину Наварри. Незважаючи на допомогу французької армії, Жану так і не вдалось повернути втрачене. Зрештою, у складі його володінь залишилась тільки Нижня Наварра. Він помер 1516 року. Йому спадкував син Генріх II, який до численних володінь графів Фуаських 1521 року успадкував також і володіння дому Альбре. Його спроби повернути Наварру були безуспішними.
Генріх продовжив політику батька зі зближення з Французьким королівством. 1527 року він одружився з Маргаритою, сестрою короля Франції Франциска I. Вона принесла Генріху як придане графство Арманьяк. Пізніше двір Маргарити в місті Нерак став одним із центрів літератури, науки та мистецтва Західної Європи.
1548 року Генріх видав свою єдину дочку та спадкоємицю, Жанну д'Альбре, заміж за герцога Антуана де Бурбона. Під час Релігійних війн вона була одним і лідерів кальвіністів. 1567 року її обложили католики в Ла-Рошелі. За цих умов Жанна була змушена дати згоду на шлюб свого сина Генріха з Маргаритою де Валуа, сестрою короля Карла IX. Після прибуття на весільні урочистості до Парижа, Жанна померла, після чого спадкоємцем всіх її володінь став Генріх, який успадкував після смерті батька 1562 року володіння Бурбонів.
Генріх Наваррський 1589 року став королем Франції. 1607 року Фуаське графство у складі інших особистих володінь Генріха було включено до складу королівського домену.